# Trichoscelia
Trichoscelia is een geslacht van insecten uit de familie van de Mantispidae, die tot de orde netvleugeligen (Neuroptera) behoort.

## Soorten
Deze lijst van dertien stuks is mogelijk niet compleet.
- T. anae Penny, 1983
- T. banksi Enderlein, 1910
- T. egella (Westwood, 1867)
- T. fenella (Westwood, 1852)
- T. iridella (Westwood, 1867)
- T. latifascia McLachlan, 1867
- T. nassonovi (Navás, 1912)
- T. remipes (Gerstäcker, 1888)
- T. santareni (Navás, 1914)
- T. sequella (Westwood, 1867)
- T. tobari (Navás, 1914)
- T. trifasciata (Stitz, 1913)
- T. varia (Walker, 1853)